# Station Bornholmer Straße
Bornholmer Straße is een station van de Berlijnse S-Bahn aan de gelijknamige straat in het Berlijnse stadsdeel Prenzlauer Berg en ligt langs de Stettiner Bahn. Het station ligt precies onder de Bösebrücke. Het station werd geopend op 1 oktober 1935. Tussen 1961 en 1990 passeerden West-Berlijnse S-Bahntreinen het in Oost-Berlijn gelegen station zonder te stoppen. 
Bovengronds kan worden overgestapt op de tramlijnen 50 en M13 van de BVG.

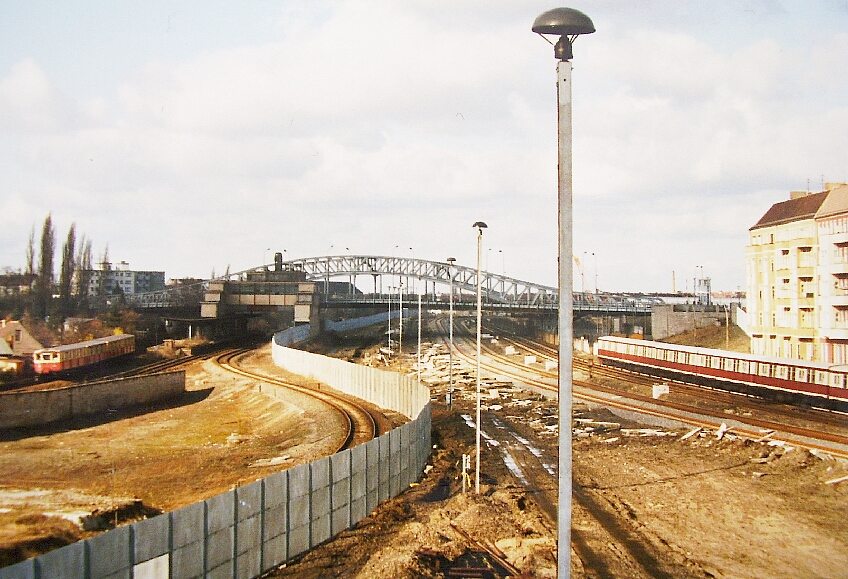
Station Bornholmer Straße in 1990, uiterst links onder de boogbrug. Het station lag weliswaar ten westen van de Berlijnse Muur, maar op Oost-Berlijns grondgebied. Om die reden passeerden alle treinen het station zonder te stoppen tot 1990.